# Nenad Lukić (futbolista nacido en 1992)
Nenad Lukić (Sremska Mitrovica, 2 de septiembre de 1992) es un futbolista serbio que juega en la demarcación de delantero para el F. K. Spartak Subotica de la Superliga de Serbia.

## Selección nacional
Tras jugar en varias categorías inferiores de la selección, finalmente hizo su debut con la selección de fútbol de Serbia en un partido amistoso contra República Dominicana que finalizó con un resultado de empate a cero.

## Clubes
| Club                   | País     | Año       | Partidos | Goles |
| ---------------------- | -------- | --------- | -------- | ----- |
| F. K. Teleoptik        | Serbia   | 2010      | 24       | 3     |
| PFC Lokomotiv Plovdiv  | Bulgaria | 2011      | 13       | 0     |
| FK Rad                 | Serbia   | 2012      | 0        | 0     |
| FK Donji Srem          | Serbia   | 2013-2014 | 37       | 2     |
| F. K. Spartak Subotica | Serbia   | 2014-2015 | 22       | 1     |
| FK Bežanija            | Serbia   | 2015-2016 | 27       | 15    |
| FK Radnik Surdulica    | Serbia   | 2016      | 6        | 0     |
| FK Zemun               | Serbia   | 2016-2017 | 28       | 10    |
| FK Rad                 | Serbia   | 2017      | 23       | 1     |
| FK Borac Čačak         | Serbia   | 2018      | 11       | 1     |
| FK Inđija              | Serbia   | 2018      | 22       | 13    |
| FK TSC Bačka Topola    | Serbia   | 2019-2021 | 92       | 47    |
| Budapest Honvéd F. C.  | Hungría  | 2021-2023 | 66       | 30    |
| Changchun Yatai        | China    | 2023      | 9        | 0     |
| Győri ETO F. C.        | Hungría  | 2024      | 17       | 3     |
| F. K. Spartak Subotica | Serbia   | 2025-     | 16       | 1     |